# Sebastian Meise

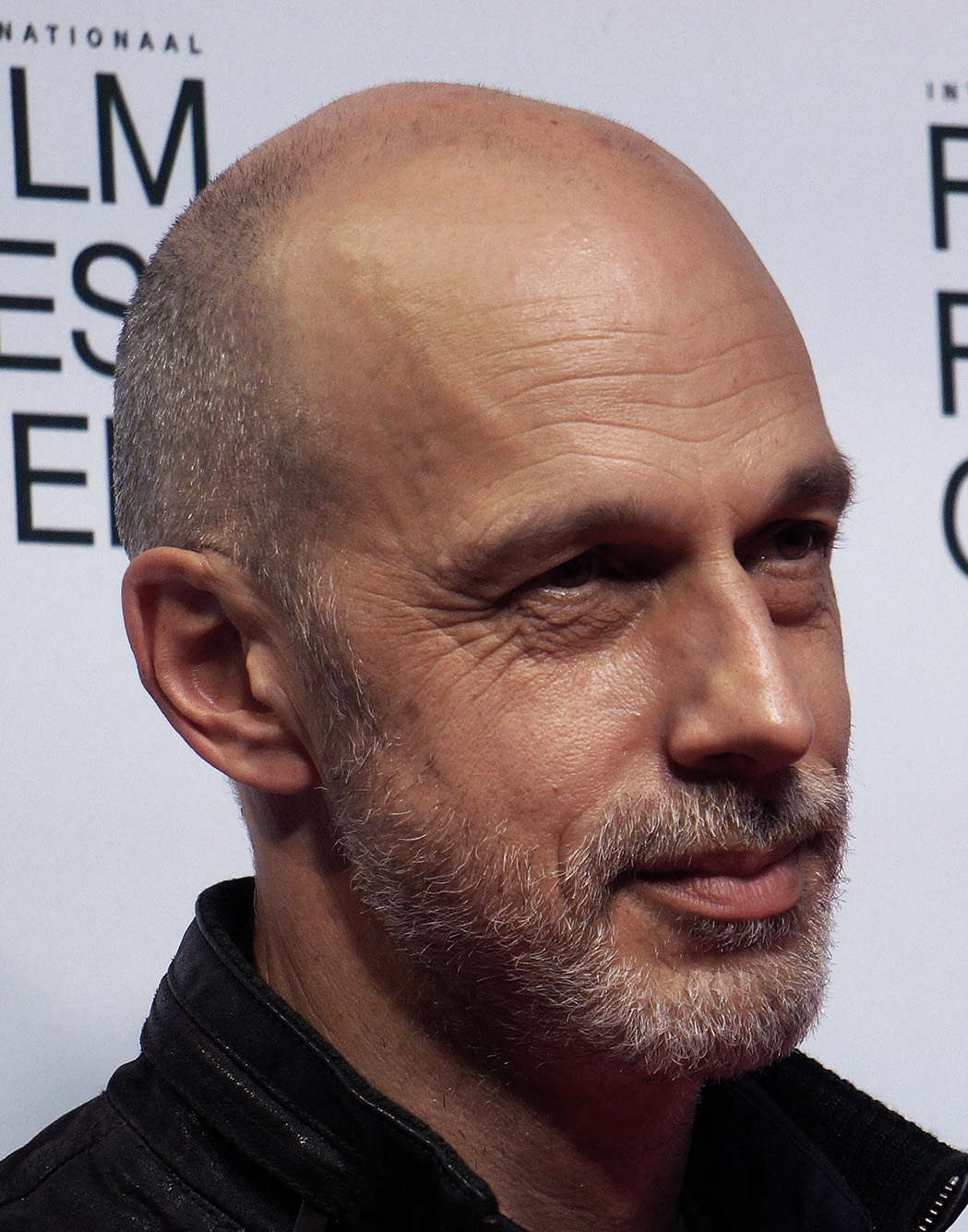
Sebastian Meise bei der Vorstellung des Films Große Freiheit im Oktober 2021 beim Film Fest Gent

Sebastian Meise (geb. 1976 in Kitzbühel) ist ein österreichischer Filmregisseur.

## Leben
Meise studierte von 1994 bis 1996 Malerei an der Art Students League of New York und anschließend Philosophie und Musikwissenschaften an der Universität Wien. Ab 2000 wechselte er zum Regiestudium an der Filmakademie Wien und war dort in der Klasse von Peter Patzak.
2007 begründete er die Produktionsfirma FreibeuterFilm mit. Sein Spielfilmdebüt Stillleben aus dem Jahr 2011 behandelt das Thema Pädophilie. Bei Recherchen zum Film hat er den Protagonisten seines Dokumentarfilms Outing kennengelernt und beschlossen, einen Film über ihn zu drehen.
2023 wurde er in die Europäische Filmakademie aufgenommen.

## Filmografie
- 2003: Prises de vues
- 2005: Random
- 2006: Dämonen
- 2011: Stillleben
- 2012: Outing
- 2021: Große Freiheit

## Auszeichnungen
- Diagonale-Preis der Jugendjury – Bester Nachwuchsfilm 2003 für Prises de vue
- Carl-Mayer-Drehbuchpreis 2007
- Thomas-Pluch-Würdigungspreis 2012 für Stillleben
- Großer Diagonale-Preis 2012 für Stillleben
- Internationale Filmfestspiele von Cannes 2021 – Auszeichnung mit dem Jurypreis der Sektion Un Certain Regard für Große Freiheit[7][8]
- Österreichischer Filmpreis 2022 – Auszeichnung in den Kategorien Beste Regie, Bestes Drehbuch und Bester Spielfilm für Große Freiheit[9]